# Олексій Паншин
Олексій Паншин (англ. Alexei Panshin; 14 серпня 1940, Лансинг, штат Мічиган — 21 серпня 2022) — американський письменник-фантаст та критик-фантастикознавець. Написав декілька науково-фантастичних романів (найвідоміший з яких «Ритуал переходу» (англ. Rite of Passage) виграв премію Неб'юла за найкращий роман у 1969), а також критику наукової-фантастики і оповідання. В 1967 році виграв премію Г'юго, як найкращий письменник-аматор, а в 1990 за книгу-критику «The World Beyond the Hill» (написану в співавторстві з дружиною Корі Паншин) отрима премію Г'юго за найкращу книгу про фантастику.

## Біографія і творчість
Олексій Паншин народився в Лансинг, штат Мічиган, в сім'ї імігранта з Росії (мати — англійка). Вчився в університеті штату Мічиган і в Чиказькому університеті де отримав диплом філолога. Після університету служив в армії США, був в складі американського контингенту в Південній Кореї. Працював бібліотекарем, редактором, вчителем в школі. Також читав лекції по науковій фантастиці в Корнельському університеті. З 1969 року одружений з Корі Паншин (англ. Cory Panshin), проживає на фермі в Пенсільванії.
В листопаді 1960 Паншин опублікував своє перше оповідання «A Piece of Pie». Перше фантастичне оповідання «Down to the Worlds of Men» було опубліковане в липні 1963, після нього Паншин почав активно писати фантастику і критику на неї.
Перший роман «Обряд переходу» (англ. Rite of Passage) він написав в 1968 році за мотивами свого першого фантастичного оповідання «Down to the Worlds of Men». В наступному році він виграв премію Неб'юла за найкращий роман.
Також Паншин написав трилогію про пригоди Ентоні Вілліерса (англ. Anthony Villiers): Star Well (1968), The Thurb Revolution(1968) і Masque World (1969). Ця серія книг мала б мати продовження в вигляді роману The Universal Pantograph, але четверта книга так і не була видана. Після цього Олексій Паншин перестав писати наукову фантастику. Його роман Earth Magic (1978) був написаний в жанрі фентезі.
Помер 21 серпня 2022 року.

### Романи
- 1968 — Rite of Passage (укр. Ритуал переходу)
- 1968 — Star Well (укр. Зоряна криниця)
- 1968 — The Thurb Revolution (укр. Турбанська революція)
- 1969 — Masque World (укр. Світ-маскарад)
- 1978 — Earth Magic (укр. Земна магія). Написаний в співавторстві з Корі Паншин.

### Збірки оповідань
- 1975 — Farewell to Yesterday's Tomorrow (укр. Прощання з вчорашнім завтра)
- 1982 — Transmutations: A Book of Personal Alchemy (укр. Перетворення: Книга власної алхімії). Написана в співавторстві з Корі Паншин.

### Нехудожня література
- 1968 — Heinlein in Dimension: A Critical Analysis (укр. Гайнлайн у вимірах: Критичний аналіз)
- 1976 — SF in Dimension: A Book of Explorations (укр. Наукова фантастика у вимірах: Книга досліджень). Написана в співавторстві з Корі Паншин.
- 1989 — The World Beyond the Hill: Science Fiction and the Quest for Transcendence (укр. Світ за пагорбом: Наукова фантастика і пошук трансцеденції). Написана в співавторстві з Корі Паншин.